# Franz Herzner
Franz Herzner (* 4. Juli 1898 in Amberg; † 21. Juli 1974) war ein deutscher kommunistischer Politiker.

## Leben
Herzner war Sachbearbeiter für landwirtschaftliche Fragen und Geflügelzüchter.
Er war Teilnehmer des Kieler Matrosenaufstand von 1918 und 1920 einer der Kommandeure der Roten Ruhrarmee. Seit der Gründung der KPD 1918 war er Mitglied der Partei. Zwischen 1923 und 1927 arbeitete er als Parteisekretär.
Nach dem Beginn der nationalsozialistischen Herrschaft war er bis 1934 in Konzentrationslagern inhaftiert.
Seit 1945 war Herzner besoldetes Mitglied der KPD-Landesleitung für Nordrhein-Westfalen. Er war zuständig für Landwirtschaft und Ernährung. Seit 1947 war er ehrenamtliches Mitglied der Landesleitung.
Im Jahr 1946 war Herzner Mitglied des Provinziallandtags Nordrhein. Außerdem war er 1946 und 1947 Mitglied des ernannten Landtages von Nordrhein-Westfalen. Bis 1954 gehörte er über die Landesliste dem gewählten Landtag an. Der Landtag wählte ihn 1949 zum Mitglied der ersten Bundesversammlung, die Theodor Heuss zum Bundespräsidenten wählte.

## Schriften
- Handbuch: Vier Jahre KPD-Arbeit im Landtag Nordrhein-Westfalen. Hrsg. vom Büro der KPD-Abgeordneten im Landtag von NRW. Verantwortlich für den Inhalt: Franz Herzner. Düsseldorf, o. J. (1954)